# Alexander Ehl
Alexander Ehl (né le 28 novembre 1999 à Landshut en Allemagne) est un joueur professionnel allemand de hockey sur glace. Il évolue au poste d'attaquant.

## Biographie

### Carrière en club
Formé au EV Landshut, il commence en équipe première dans l'Oberliga en 2017. En 2019-2020, il découvre la DEL en jouant trois matchs avec le DEG Metro Stars mais passe la majeure partie de la saison en DEL2 avec l'EV Landshut.

### Carrière internationale
Il représente l'Allemagne au niveau international. Il prend part aux sélections jeunes.

## Statistiques

### En club
| Saison    | Équipe          | Ligue    |    | Saison régulière | Saison régulière | Saison régulière | Saison régulière | Saison régulière |   | Séries éliminatoires | Séries éliminatoires | Séries éliminatoires | Séries éliminatoires | Séries éliminatoires |
| Saison    | Équipe          | Ligue    | PJ | B                | A                | Pts              | Pun              | PJ               | B | A                    | Pts                  | Pun                  |                      |                      |
| 2017-2018 | EV Landshut     | Oberliga | 41 | 16               | 22               | 38               | 12               | 3                | 1 | 1                    | 2                    | 2                    |                      |                      |
| 2018-2019 | EV Landshut     | DEL      | 44 | 10               | 23               | 33               | 2                | 15               | 6 | 12                   | 18                   | 0                    |                      |                      |
| 2019-2020 | DEG Metro Stars | DEL      | 3  | 0                | 0                | 0                | 0                | -                | - | -                    | -                    | -                    |                      |                      |
| 2019-2020 | EV Landshut     | DEL2     | 52 | 14               | 17               | 31               | 4                | -                | - | -                    | -                    | -                    |                      |                      |
| 2020-2021 | DEG Metro Stars | DEL      | 36 | 6                | 14               | 20               | 8                | -                | - | -                    | -                    | -                    |                      |                      |
| 2021-2022 | DEG Metro Stars | DEL      | 56 | 9                | 17               | 26               | 6                | 7                | 2 | 1                    | 3                    | 2                    |                      |                      |
| 2022-2023 | DEG Metro Stars | DEL      | 56 | 14               | 6                | 20               | 6                | 7                | 2 | 1                    | 3                    | 0                    |                      |                      |
| 2023-2024 | DEG Metro Stars | DEL      | 52 | 12               | 19               | 31               | 8                | -                | - | -                    | -                    | -                    |                      |                      |